# Welt der Frauen
Welt der Frauen (bis 2017 Welt der Frau) ist eine österreichische Frauenzeitschrift, die seit 1946 existiert.

## Beschreibung
Das Magazin reflektiert und bewertet aus einer christlichen Sichtweise die vielfältigen Beziehungen und Bezüge von Frauen und will Inspirationsquelle für mehr persönliche Lebensqualität sein.
Die Zeitschrift wurde ab 1946 vom Katholischen Frauenwerk Österreich zunächst unter dem Titel „Licht des Lebens“ herausgegeben und erschien ab 1964 unter den Namen „Welt der Frau“. 2012 wurde eine vierjährige Relaunch-Phase abgeschlossen. 2018 wurde die Zeitschrift in Welt der Frauen umbenannt, die damalige Chefredakteurin Christine Haiden sagte dazu: Frauen haben viele Rollen, das sollte sich auch im Titel ausdrücken.
Aus dem Welt-der-Frau-Verlag stammen neben der Frauenzeitschrift auch die „Welt der Kindernachrichten“ als gemeinsames Produkt von Kleine Zeitung und OÖ. Nachrichten. Weiters werden Sinn- und Geschenkbücher, Koch- und Backbücher sowie Bücher, die Glaubens- und Lebensfragen behandeln, produziert und vertrieben.

## Inhalte

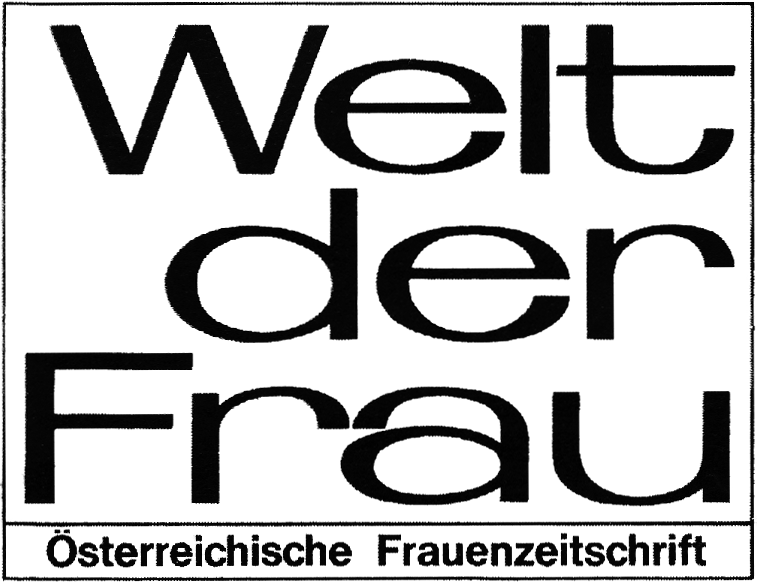
Titelkopf aus den 1960–1980ern
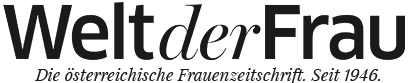
Bis 2017

Die Zeitschriftenbeiträge lassen sich in insbesondere in die Themenbereiche Titelgeschichte, Lieben und Leben, Glauben und Wissen, Staunen und Genießen und variable Themenschwerpunkte gliedern. Auf der Ratgeberseite „Gute Fragen und kluge Antworten“ gibt u. a. Erziehungsberater und Gastautor Jan-Uwe Rogge Tipps zum Umgang mit Kindern.

## Soziales Engagement
In einer jahrzehntelangen Kooperation mit der Caritas engagiert sich die „Welt der Frauen“ für Frauen insbesondere in Südosteuropa. Die Projekte wechseln im Zweijahres-Rhythmus. Im Verlauf der Jahre wurden bereits mehr als 1 Million Euro von den Leserinnen der Zeitschrift u. a. für nachstehende Projekte gespendet:
- Hilfe für Frauen und Kinder in Sibirien (Kindergarten, Kinderhort, Mutter-Kind-Heim)
- Frauen im Kosovo (Hilfe für ein Leben nach jenem im Frauenhaus)
- Frauenprojekt „Step by Step“ in Petrosani
- Tschernobyl-Aktion
- Ich-bin-Ich – Buchpatenschaft. Das Kinderbuch Das kleine Ich-bin-ich wurde 2012 für Heimkinder in Russland, Belarus und der Ukraine ins Russische übersetzt.[3]